# Saint-Sauveur (Oise)
Saint-Sauveur ist eine nordfranzösische Gemeinde mit 1.752 Einwohnern (Stand: 1. Januar 2022) im Département Oise in der Region Hauts-de-France. Sie gehört zum Arrondissement Compiègne und zum Kanton Compiègne-2 (bis 2015: Kanton Compiègne-Sud-Est). Die Einwohner werden Saint-Salvatoriens genannt.

## Geografie
Saint-Sauveur liegt etwa neun Kilometer südsüdwestlich von Compiègne im Wald von Compiègne. Umgeben wird Saint-Sauveur von den Nachbargemeinden Lacroix-Saint-Ouen im Norden, Saint-Jean-aux-Bois im Osten, Orrouy im Südosten, Béthisy-Saint-Pierre im Süden, Saintines im Südwesten sowie Verberie im Nordwesten.

## Bevölkerungsentwicklung
| Jahr      | 1962 | 1968 | 1975 | 1982 | 1990 | 1999 | 2006 | 2013 |
| Einwohner | 1044 | 1137 | 1181 | 1515 | 1649 | 1606 | 1585 | 1598 |

## Sehenswürdigkeiten
- Kirche Sainte-Trinité, im 16. Jahrhundert erbaut, seit 1948 Monument historique (siehe auch: Liste der Monuments historiques in Saint-Sauveur (Oise))
- Protestantische Kirche
- Schloss Soupiseau (Château du Soupiseau)

## Weblinks

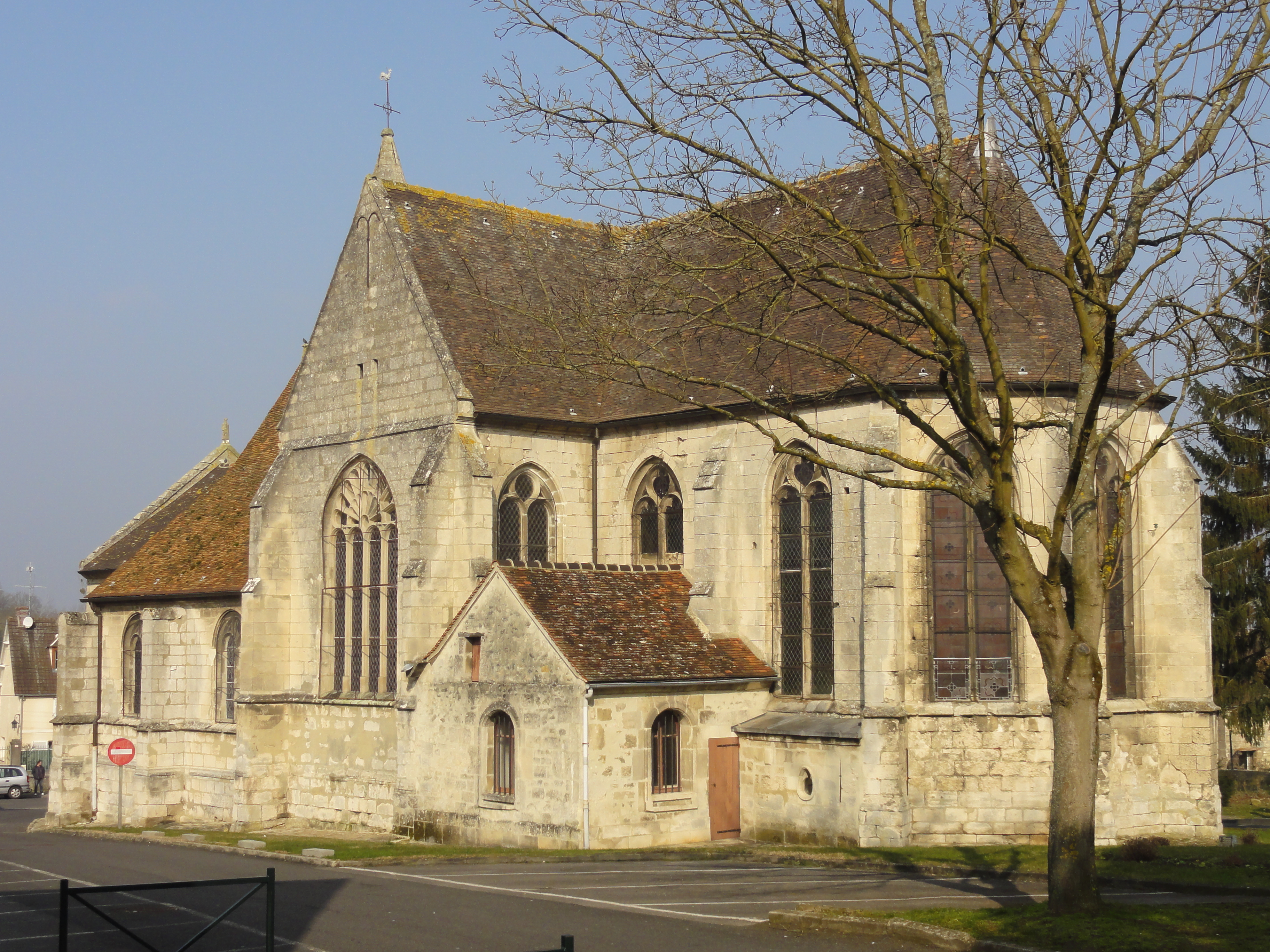
Kirche Sainte-Trinité